# Aloysia fiebrigii
Aloysia fiebrigii là một loài thực vật có hoa trong họ Cỏ roi ngựa. Loài này được (Hayek) Moldenke mô tả khoa học đầu tiên năm 1937.